# Castillo de Claverol
El castillo de Claverol está ubicado en el punto más alto del núcleo urbano de Claverol, actualmente perteneciente al municipio de Conca de Dalt, de la comarca del Pallars Jussá.
Está documentado por primera vez en 973 cuando el conde Ramón III de Pallars Jussá hace una donación al monasterio de Sant Pere de les Maleses, al que donó el pueblo de Sossís, del término del castillo de Claverol.
Este castillo fue objeto de intercambios entre los condes pallareses. Así, por ejemplo, en 1381 consta como propiedad de los condes del Pallars Sobirá. A finales de la Edad Media perteneció a los Toralla, gobernadores del castillo de Toralla, que mantuvieron su señorío hasta finales del siglo XVIII. Durante el siglo XIX perteneció a los Motes, que habían obtenido el título de barones de Claverol el siglo anterior.
Del castillo solo queda una torre cilíndrica de 7 metros de alto, que tuvo que ser más alta. Las paredes tienen un grosor de 140 cm. También quedan algunos muros. Durante un tiempo se usó como depósito de agua del pueblo. La torre está hecha de sillares de tamaño medio, dispuestos en hiladas regulares (obra de finales del siglo XI).
Cuenta la tradición local que san José de Calasanz disponía de una habitación reservada en el castillo mientras fue rector de la parroquia de Claverol.